# Biserica de lemn din Luncșoara-Vojdoci

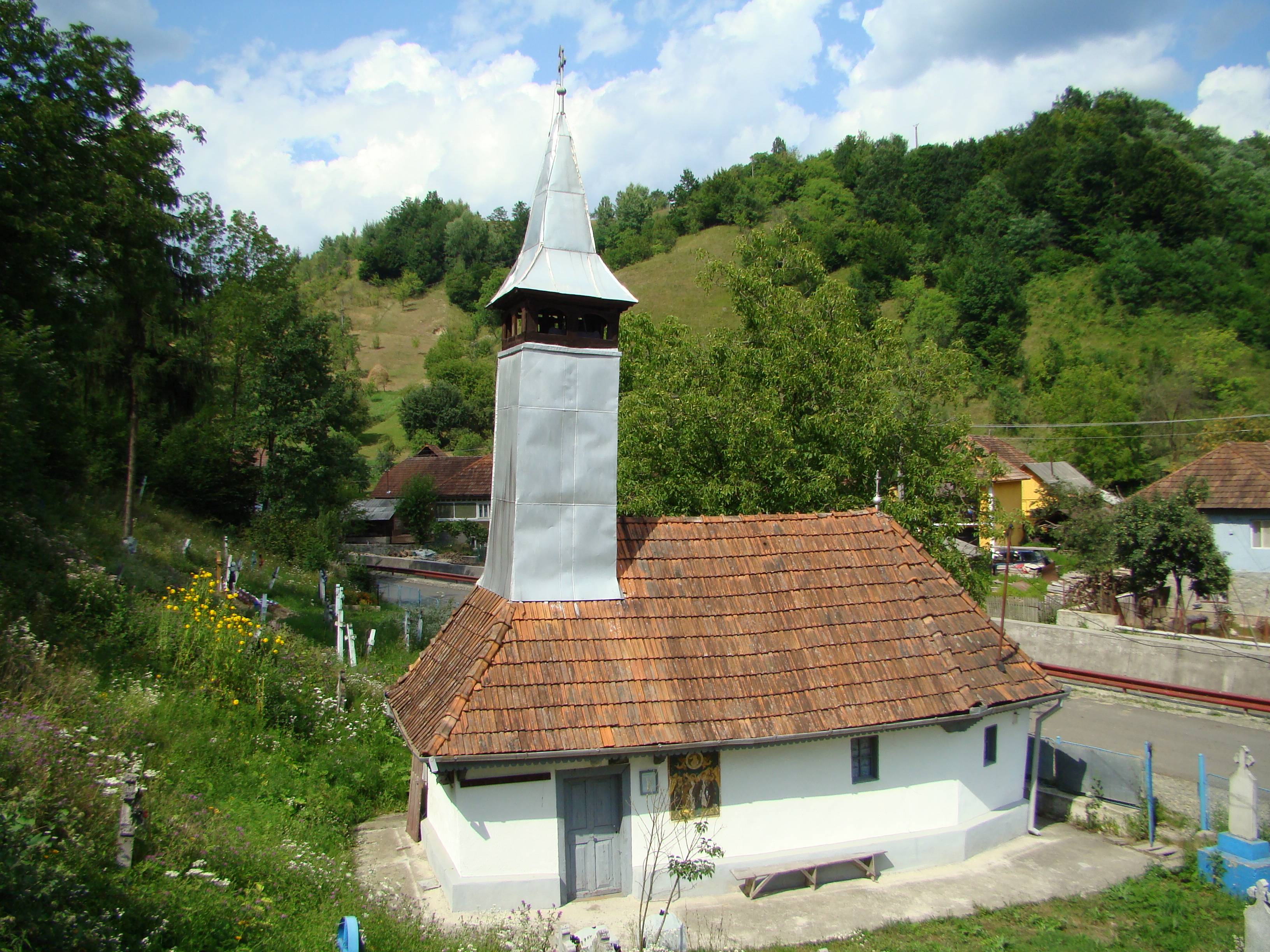
Biserica de lemn „Înălțarea Domnului” din Luncșoara, comuna Hălmăgel, județul Arad, foto: iulie 2009.

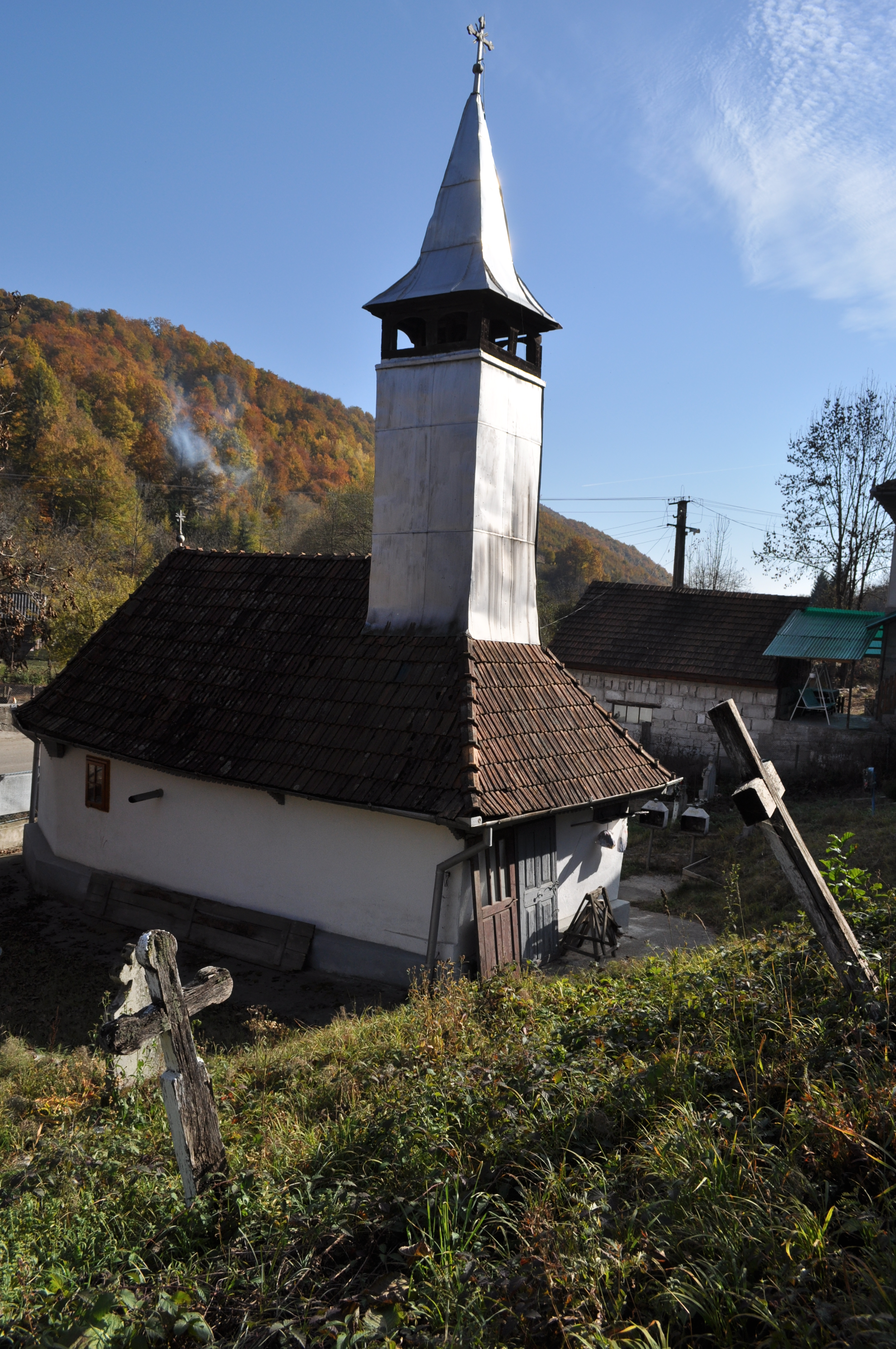
Biserica de lemn „Înălțarea Domnului” din Luncșoara, comuna Hălmăgel, județul Arad, foto: octombrie 2011.

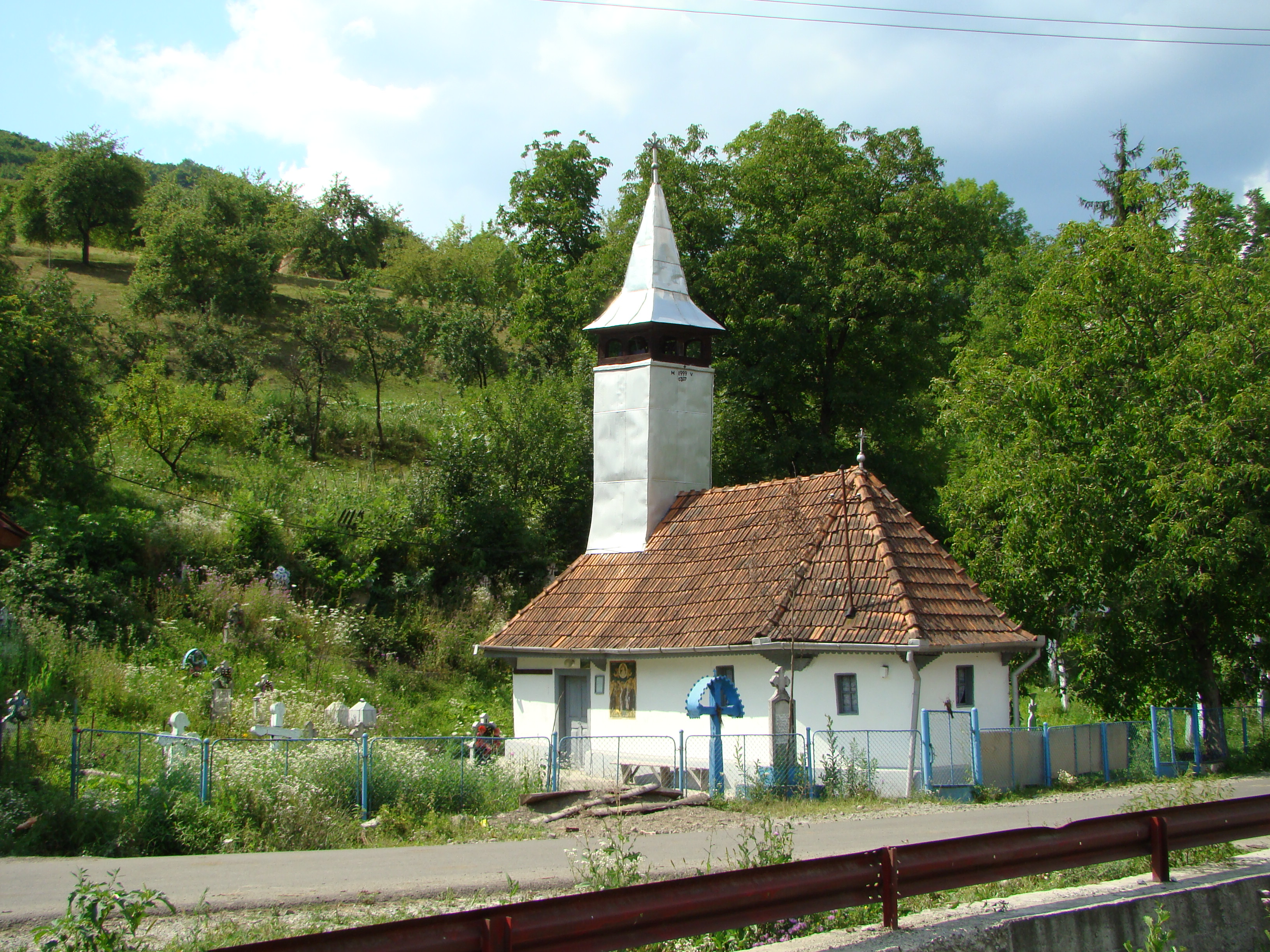
Biserica (sud-est)

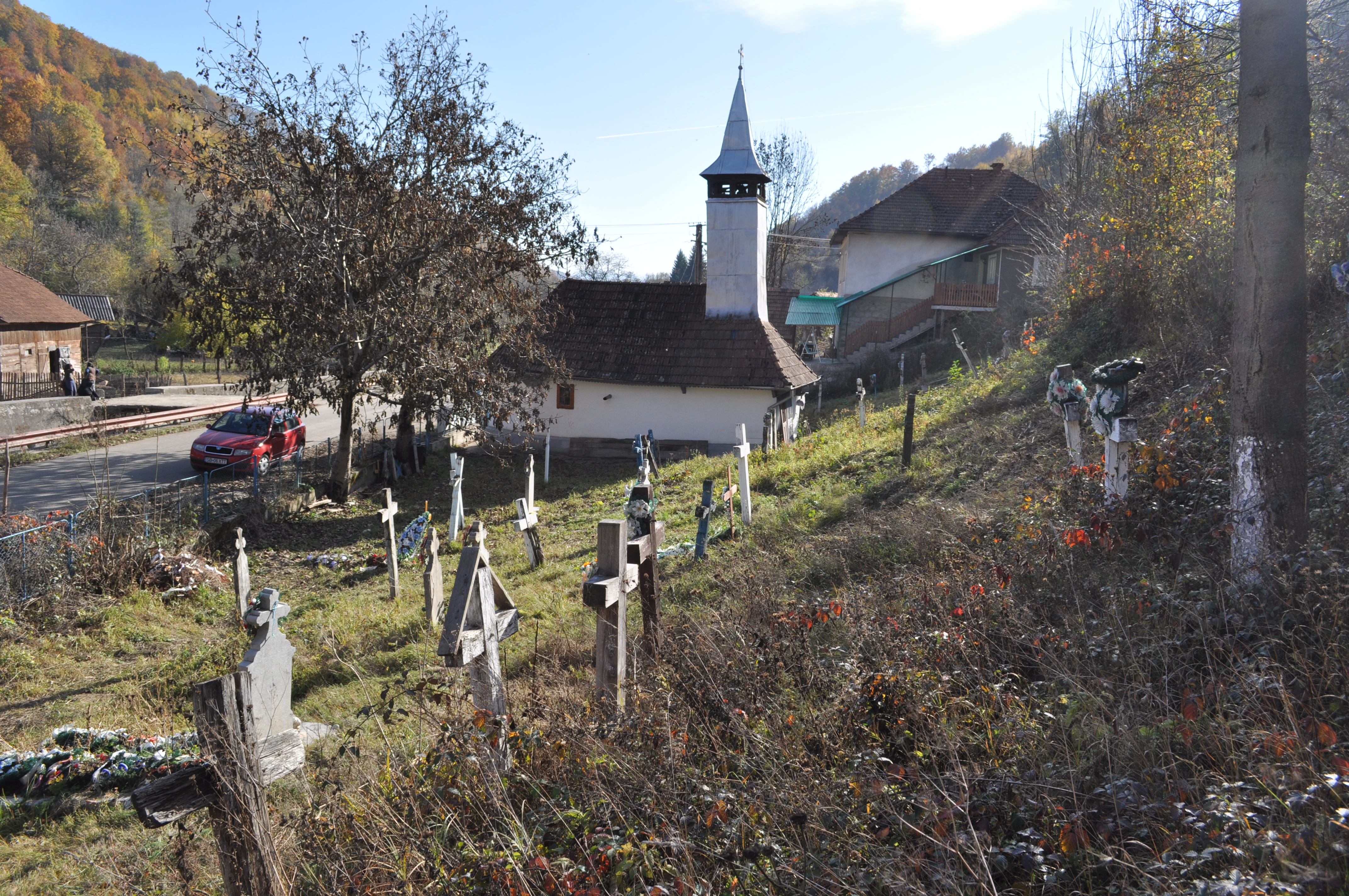
Biserica (nord)

Biserica de lemn din Luncșoara, comuna Hălmăgel, județul Arad, a fost construită în anul 1860. Are hramul „Înălțarea Domnului”. Biserica se află pe noua listă a monumentelor istorice cod LMI AR-II-m-B-00625.

## Istoric și trăsături
Biserica parohială din Luncșoara, filia Vojdoci cu hramul „Înălțarea Domnului” a fost construită în anul 1830 din contribuția credincioșilor. A fost construită din lemn de stejar și acoperită cu țiglă iar turnul cu tablă. În anul 1870 s-a făcut o inscripție care se află și în prezent deasupra ușii dintre biserica bărbaților și cea a femeilor, care arată că a fost pictată în ulei de către pictorul Demetrovici, cu contribuția credincioșilor Luca Gavrilă, Popovici Gheorghe și Arsenie. În anul 1948 s-a reparat podul și s-a acoperit din nou cu șindrilă de către meșterul Gancea Ioan și din contribuția credincioșilor. În anul 1959 s-a acoperit cu țiglă de către același meșter și din contribuția în mare parte a epitropului Ioanăș Nicolae și a celorlalți credincioși. În anul 2004 s-a reparat interiorul și exteriorul, care s-au tencuit și zugrăvit, lucrări care s-au făcut din contribuția credincioșilor, bani proveniți de la Composesoratul Vojdoci.

## Imagini din exterior

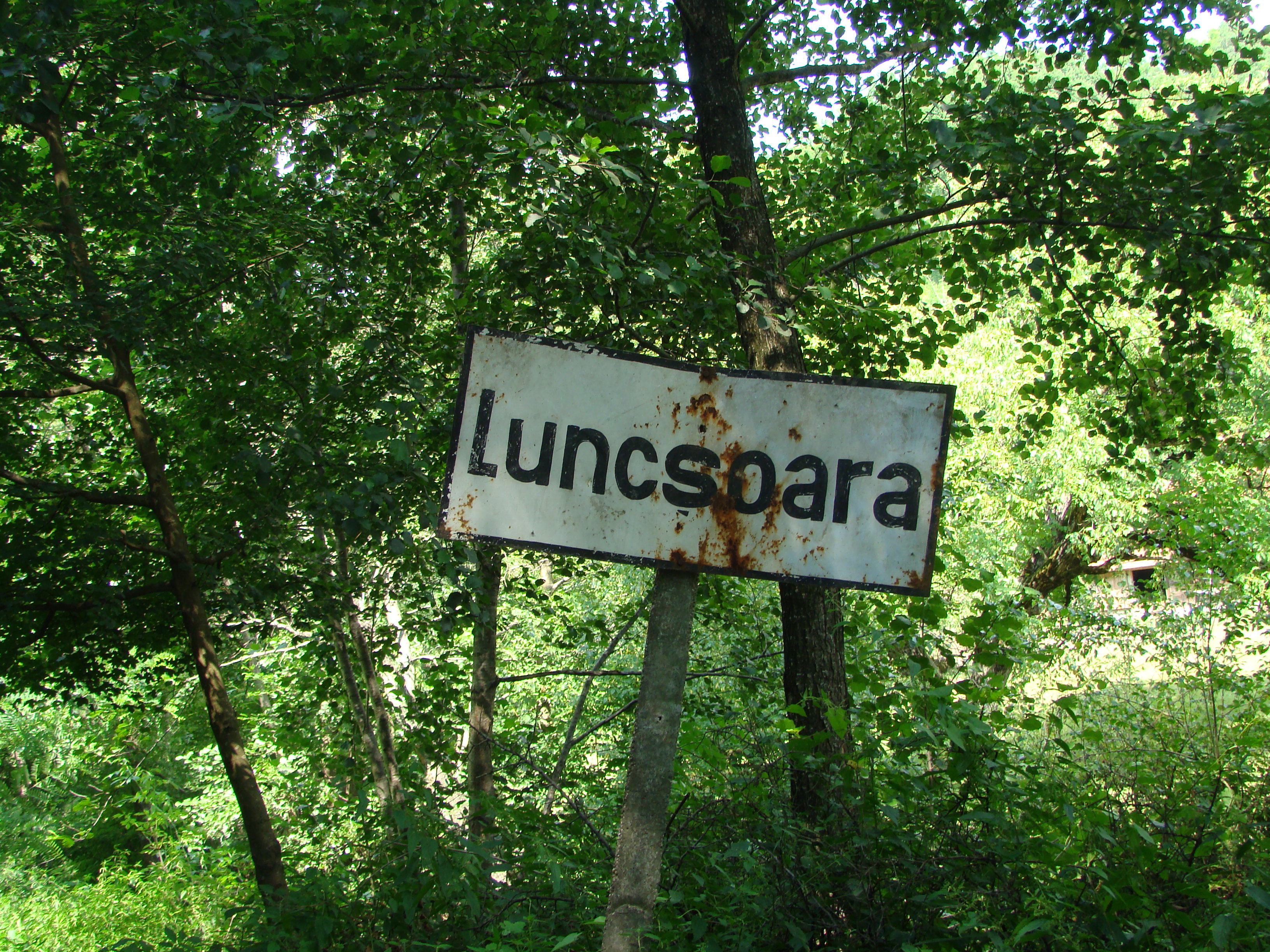
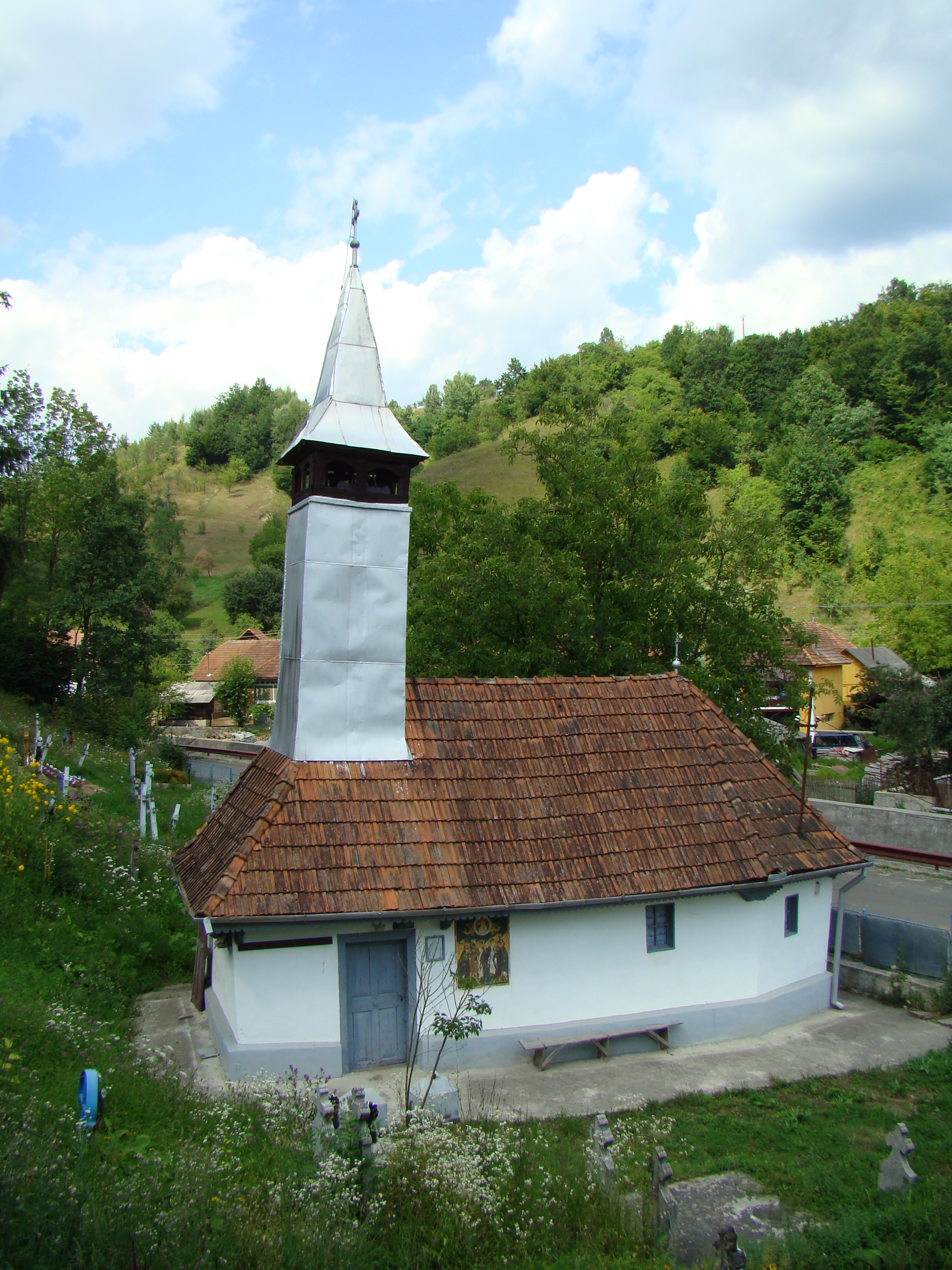
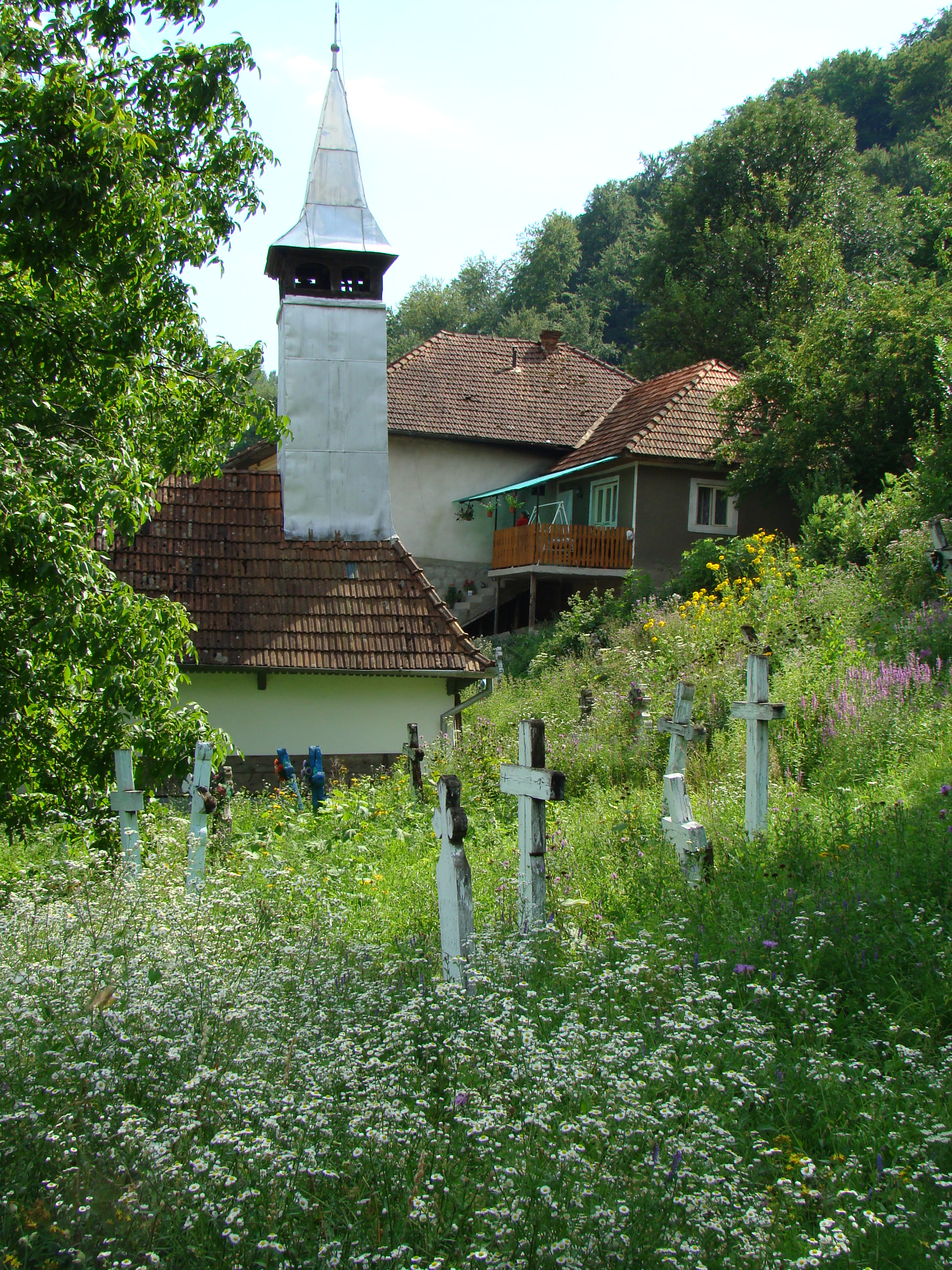
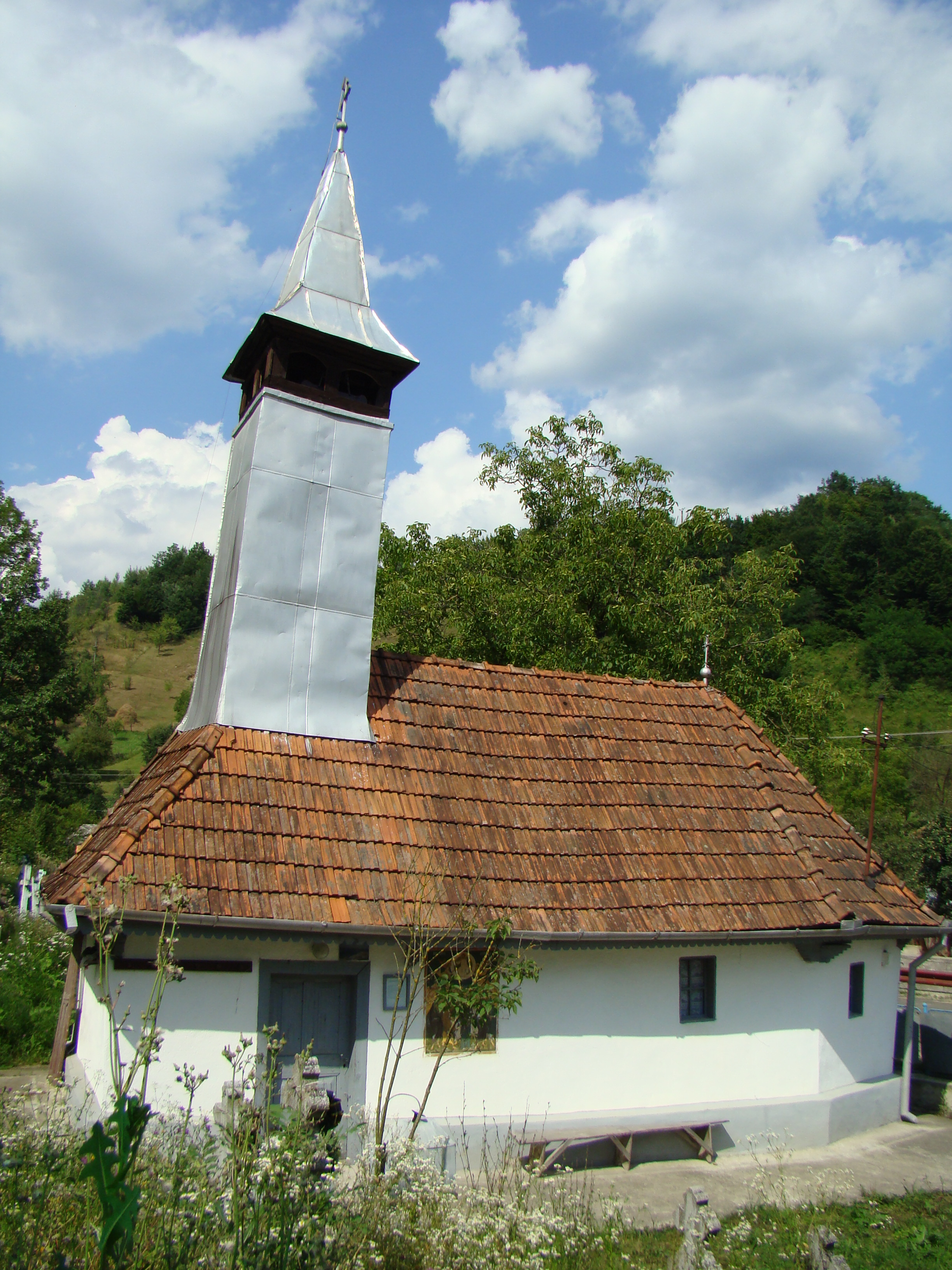
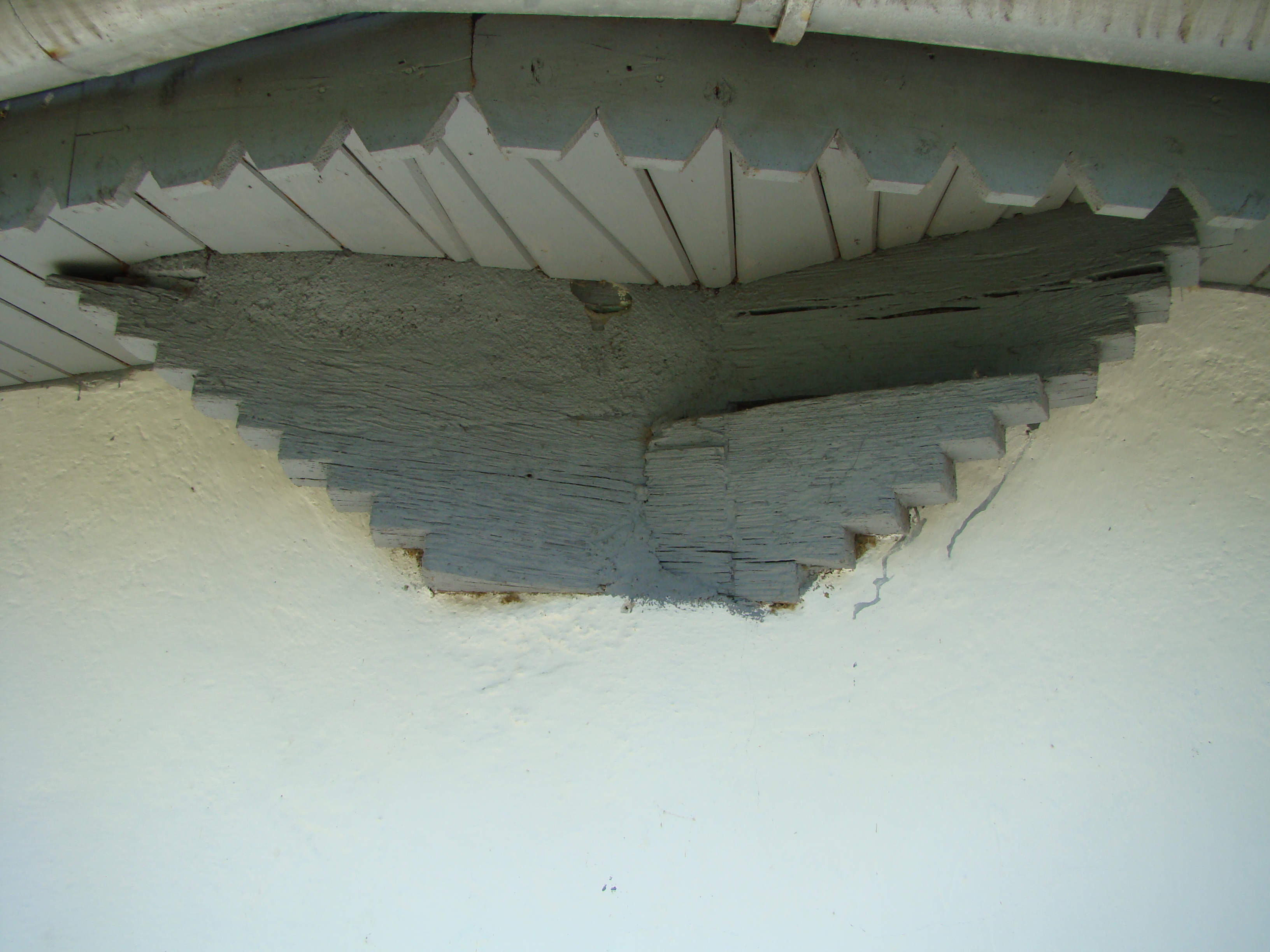
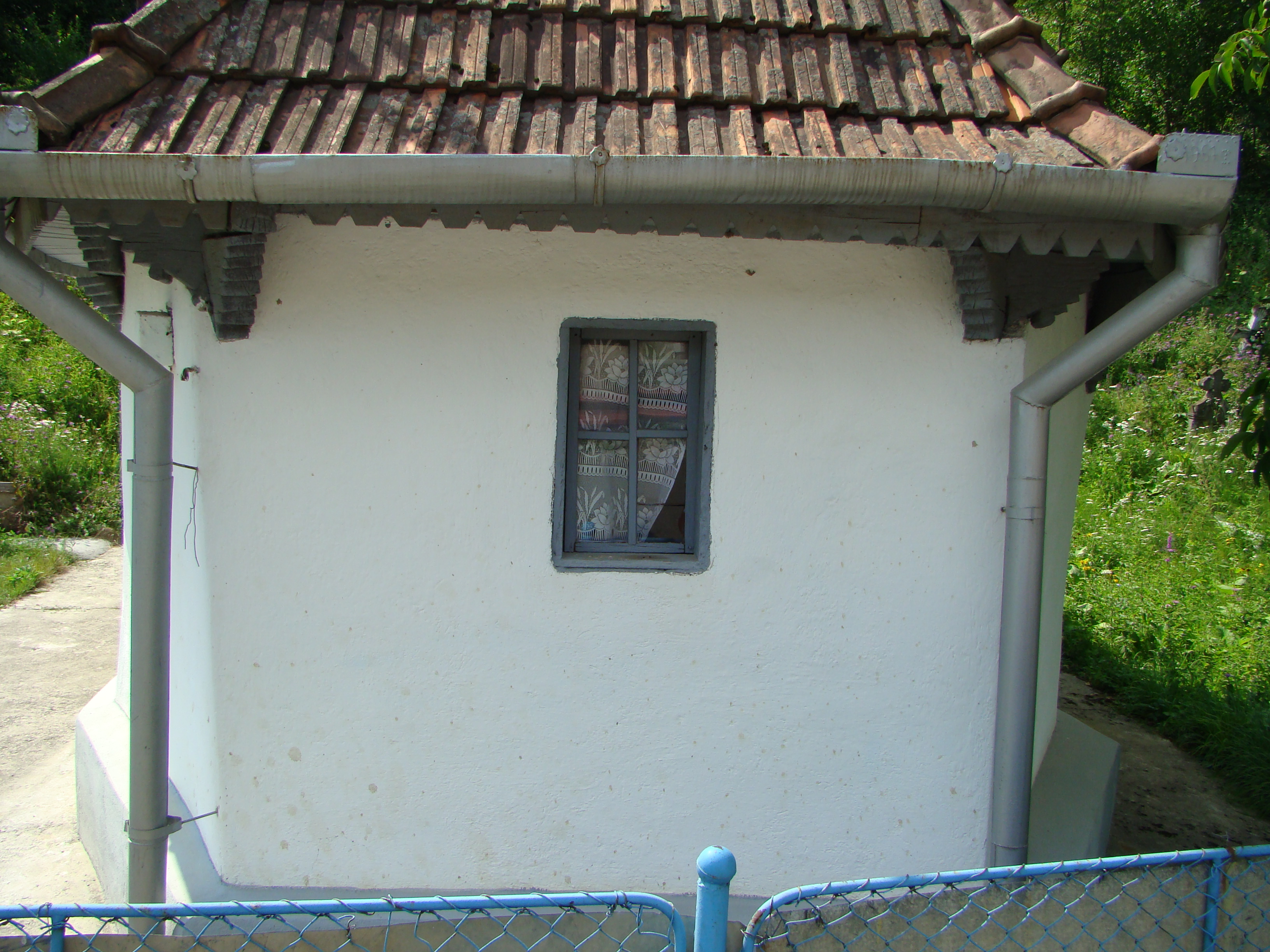
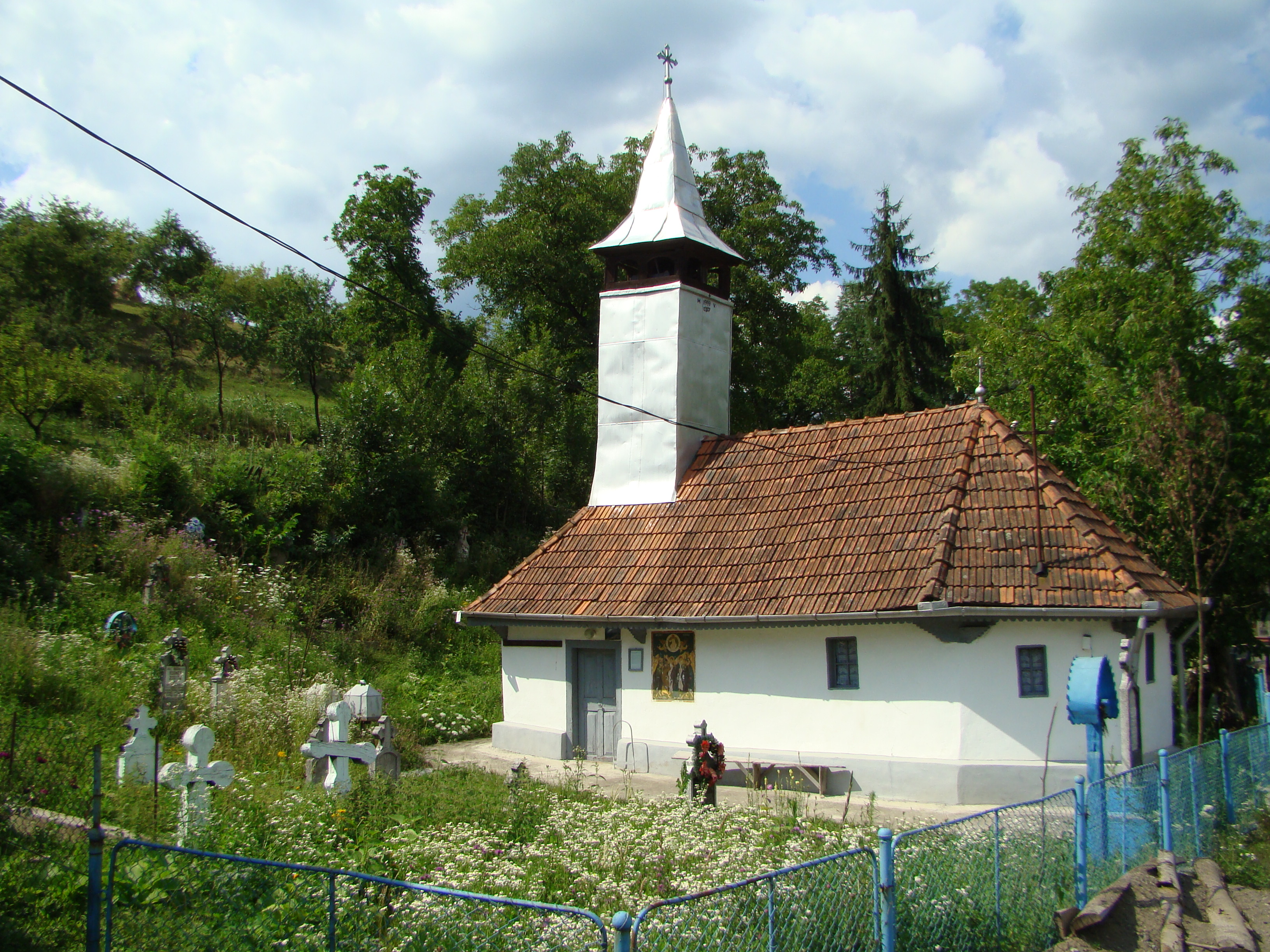
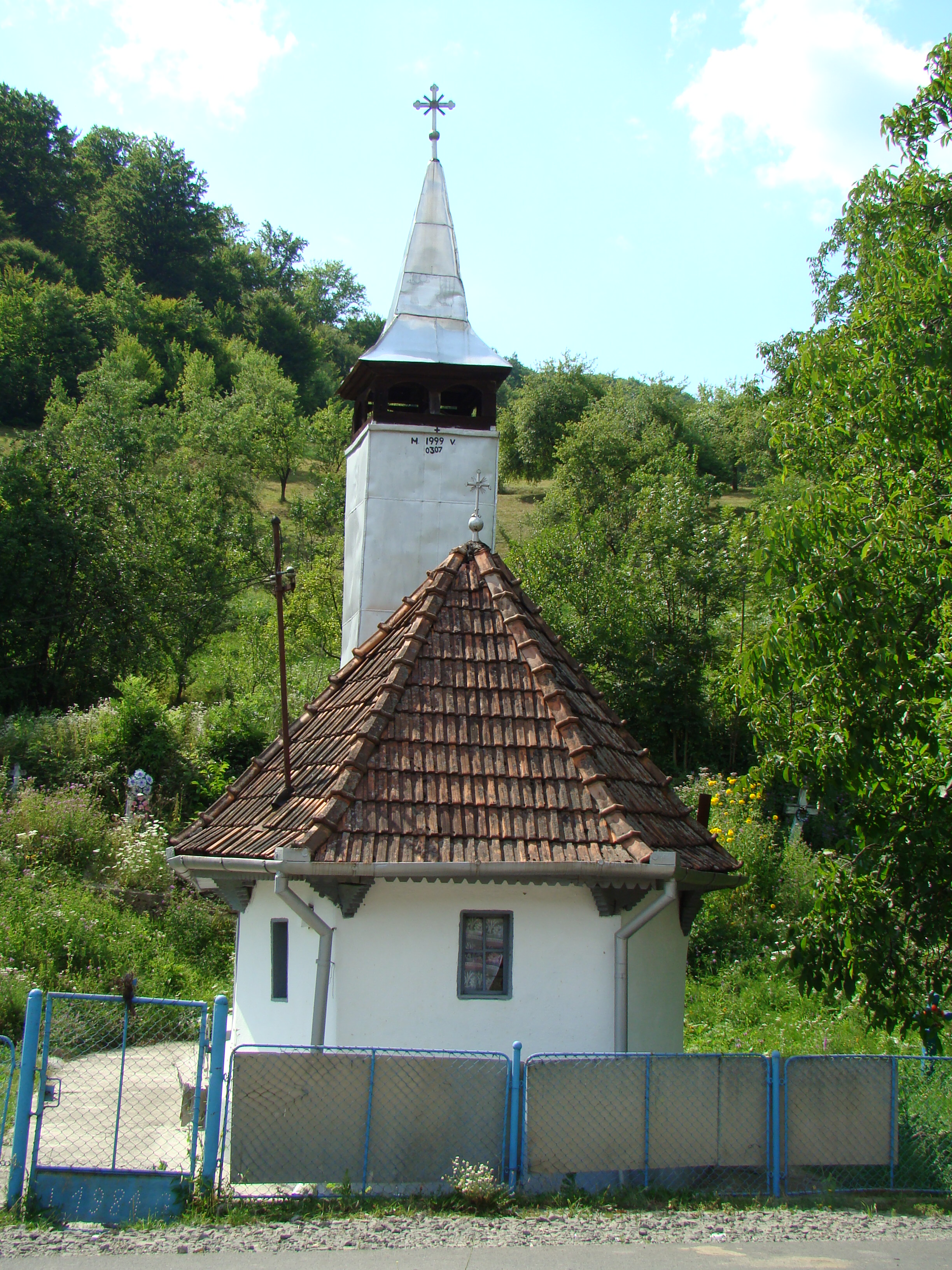
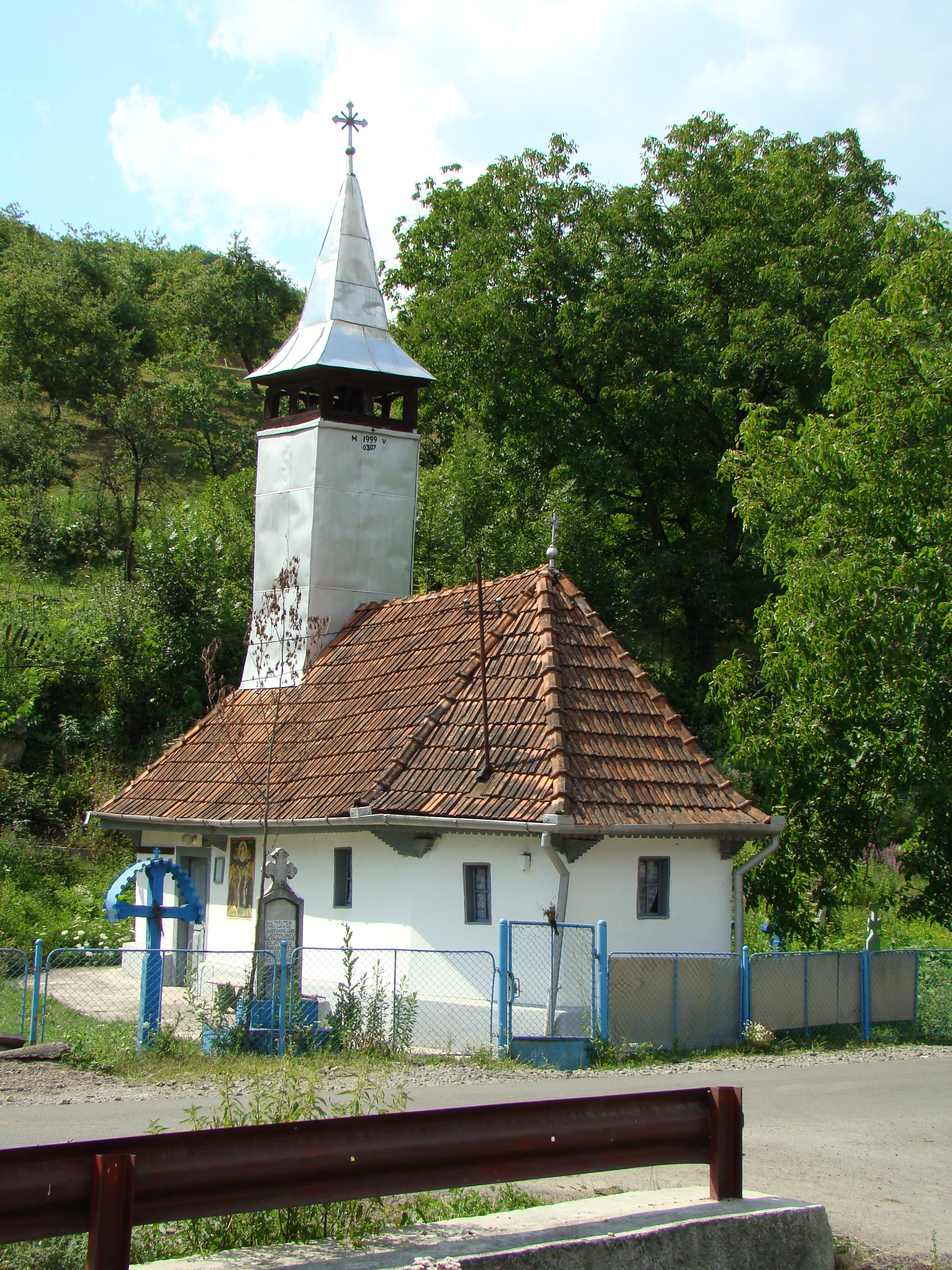
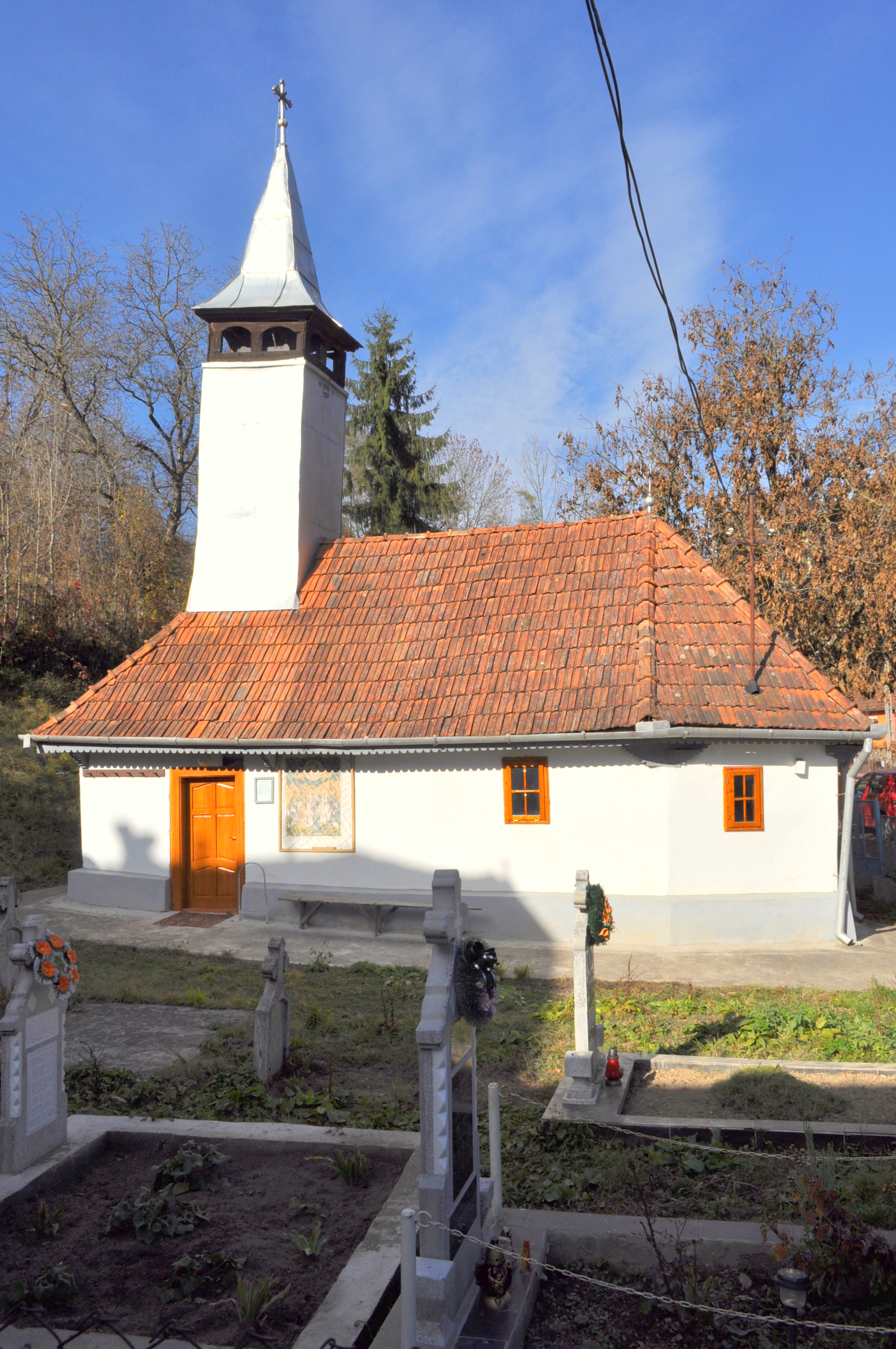
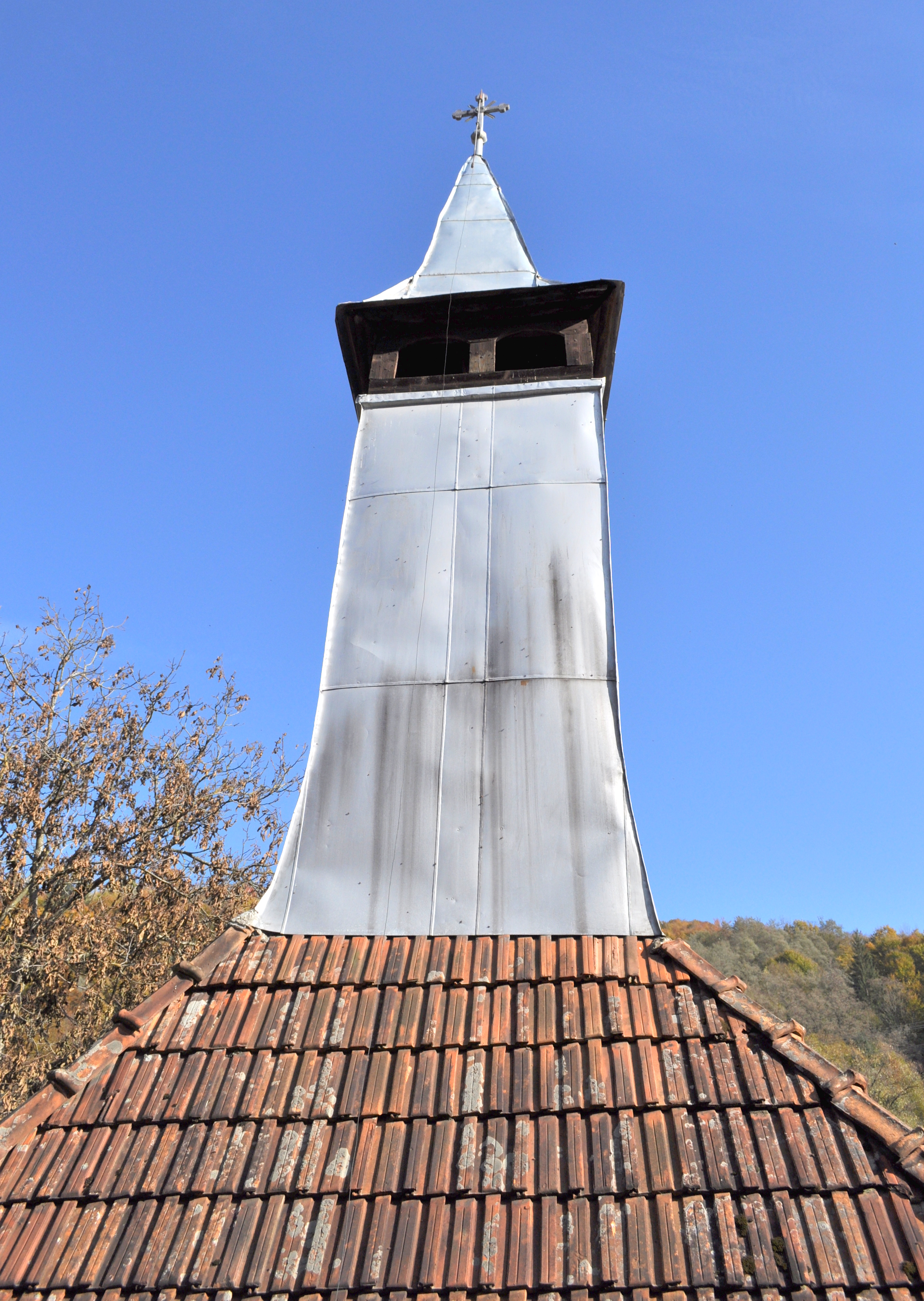
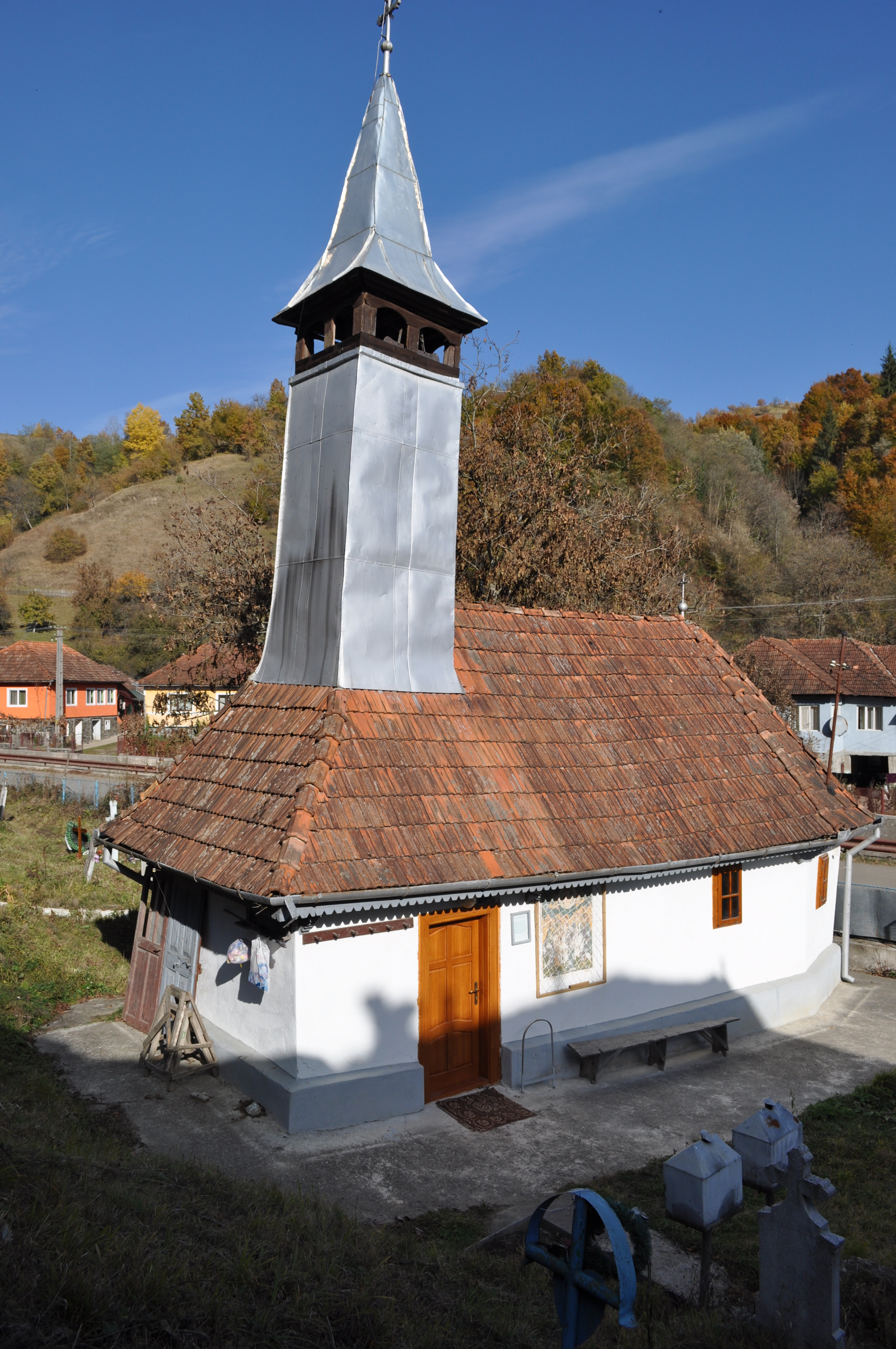
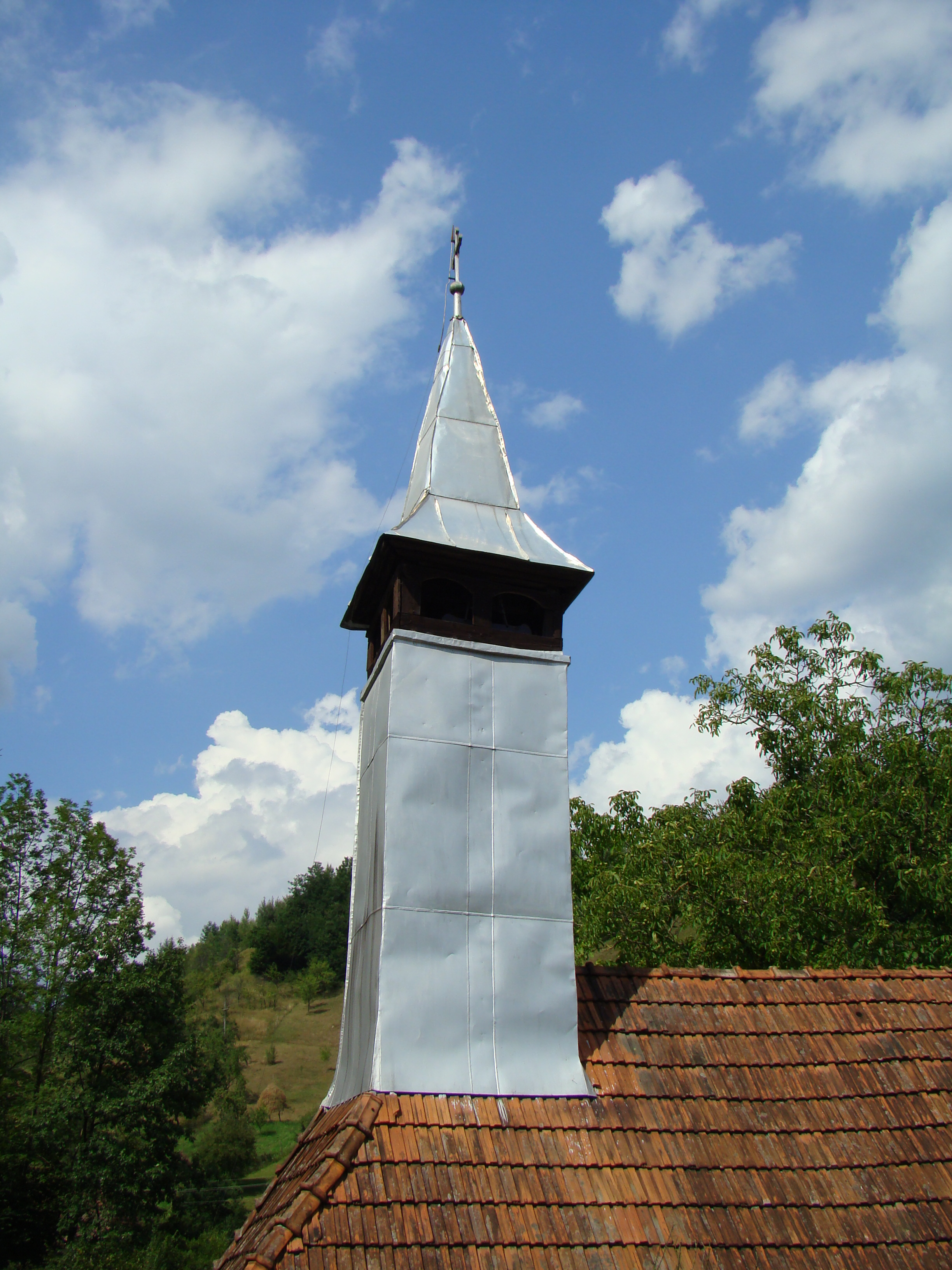
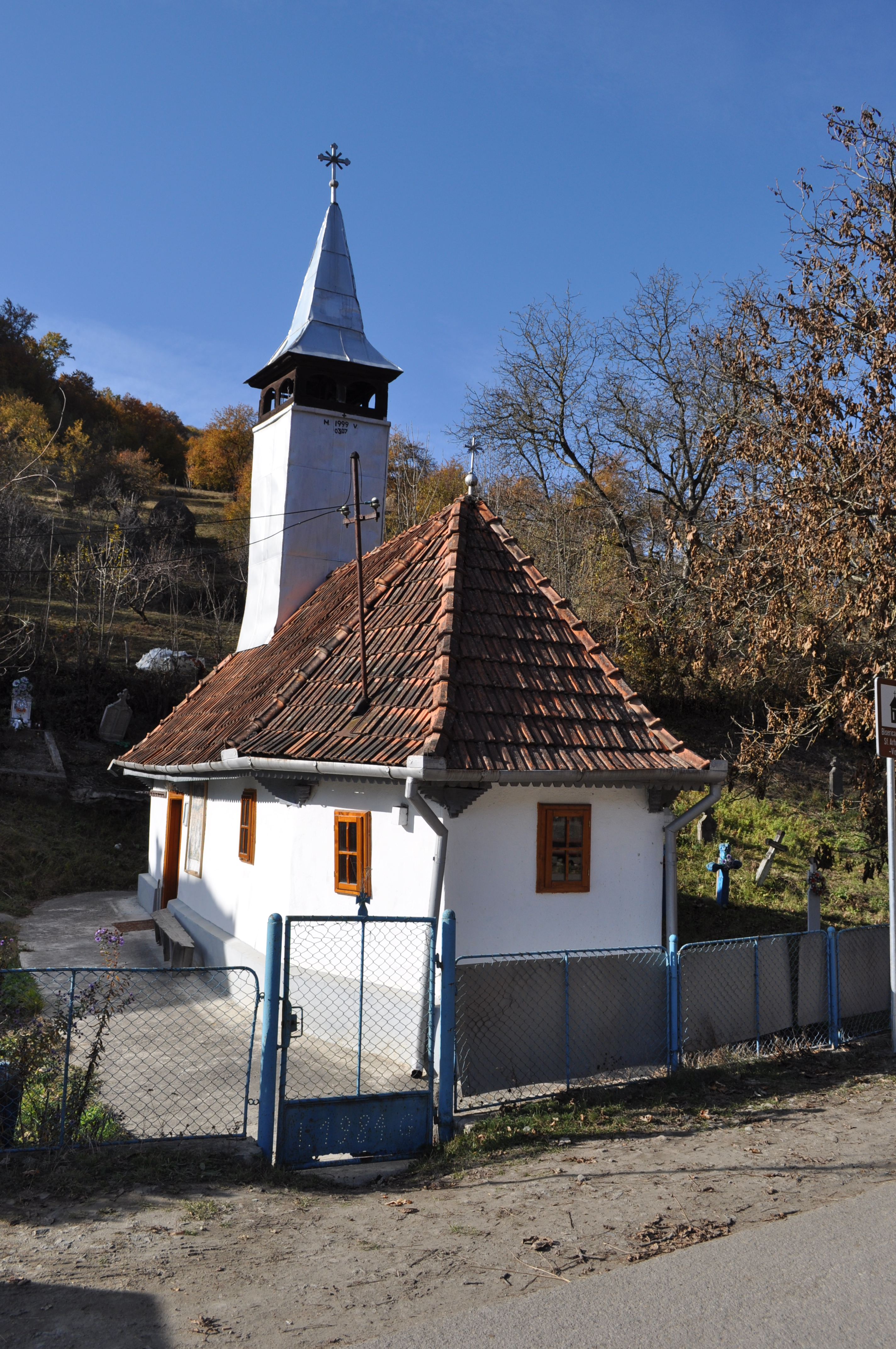